# Maxillaria candida
Maxillaria candida là một loài thực vật có hoa trong họ Lan. Loài này được Lodd. ex Lindl. mô tả khoa học đầu tiên năm 1841.